# Socha svatého Václava (Chlumec nad Cidlinou)
Socha svatého Václava se nalézá u mostu přes řeku Cidlinu ve městě Chlumec nad Cidlinou v okrese Hradec Králové. Pískovcová socha od neznámého autora z roku 1807 je chráněna od 22. září 1994 jako kulturní památka ČR. Národní památkový ústav tuto sochu uvádí v katalogu památek pod rejstříkovým číslem ÚSKP 10251/6-5743.

## Popis
Pískovcová socha svatého Václava v tradičním ikonografickém pojetí s korunou na hlavě a držícího v levé ruce praporec a pravou se opírajícím o štít s orlicí, stojí na hranolovém pilíři s boky zdobenými volutami a zakončeném římsou, umístěném na dvakrát odstupňovaném hranolovém podstavci. 
Čelní strana pilíře má uprostřed mělkou niku zakončenou konchou, v ní je umístěn reliéf svatého Floriána s praporcem v ruce a vědrem zalévajícím hořící dům u jeho nohou. Nad nikou je vytesán feston se středním závěsem a střapcem, pod ní mezi volutami je rokajová kartuše se stylizovaným nápisem IHS (s křížkem a hořícím srdcem), po stranách je letopočet 18 07. 
Východní strana má vytesanou mělkou niku s užší konchou, v níž je reliéf Panny Marie s Ježíškem v pravé ruce drží Panna Marie ratolest, oba mají náznak svatozáře. Nad nikou je drobný feston. 
Západní strana má obdobnou niku s festonem, v ní je reliéf se svatým Mikulášem. Na hladké zadní straně je v rytém rámci s vykrojenými rohy vytesán nápis. 
Podstavec vrcholí mohutnou profilovanou římsou, na níž stojí tvarovaný sokl se stojící sochou svatého Václava. Letopočet, nápis a hrany rámců soklu jsou černěné. Orlice, IHS, křížek na koruně a hrot praporce jsou zlacené.
Socha byla původně postavena na mostě přes Cidlinu. Po 38 letech, tj. v roce 1845 byla odnesena velkou vodou a nalezena až u Lučic. Později byla umístěna na současné místo.

## Galerie

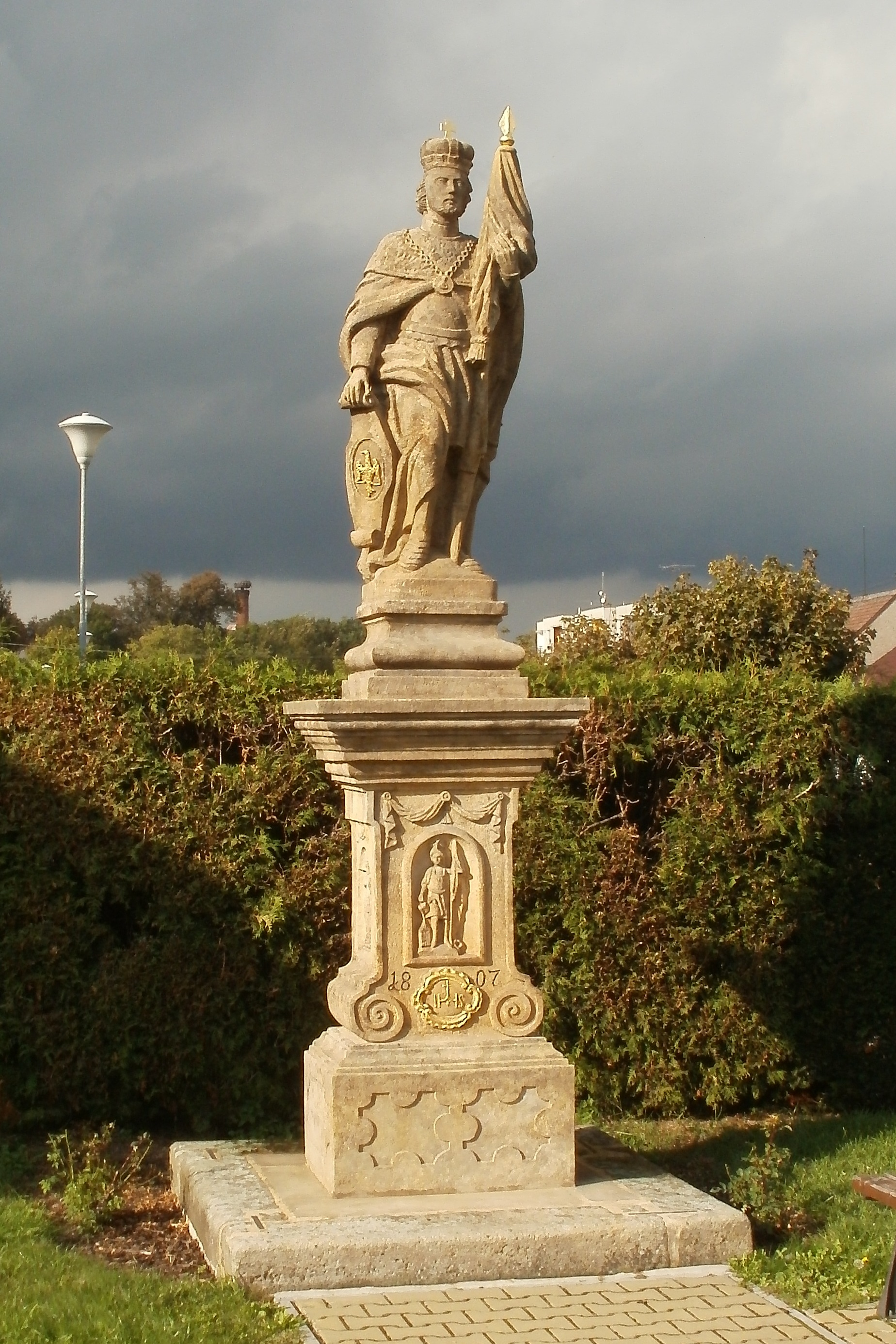
Socha sv. Václava (Chlumec nad Cidlinou)
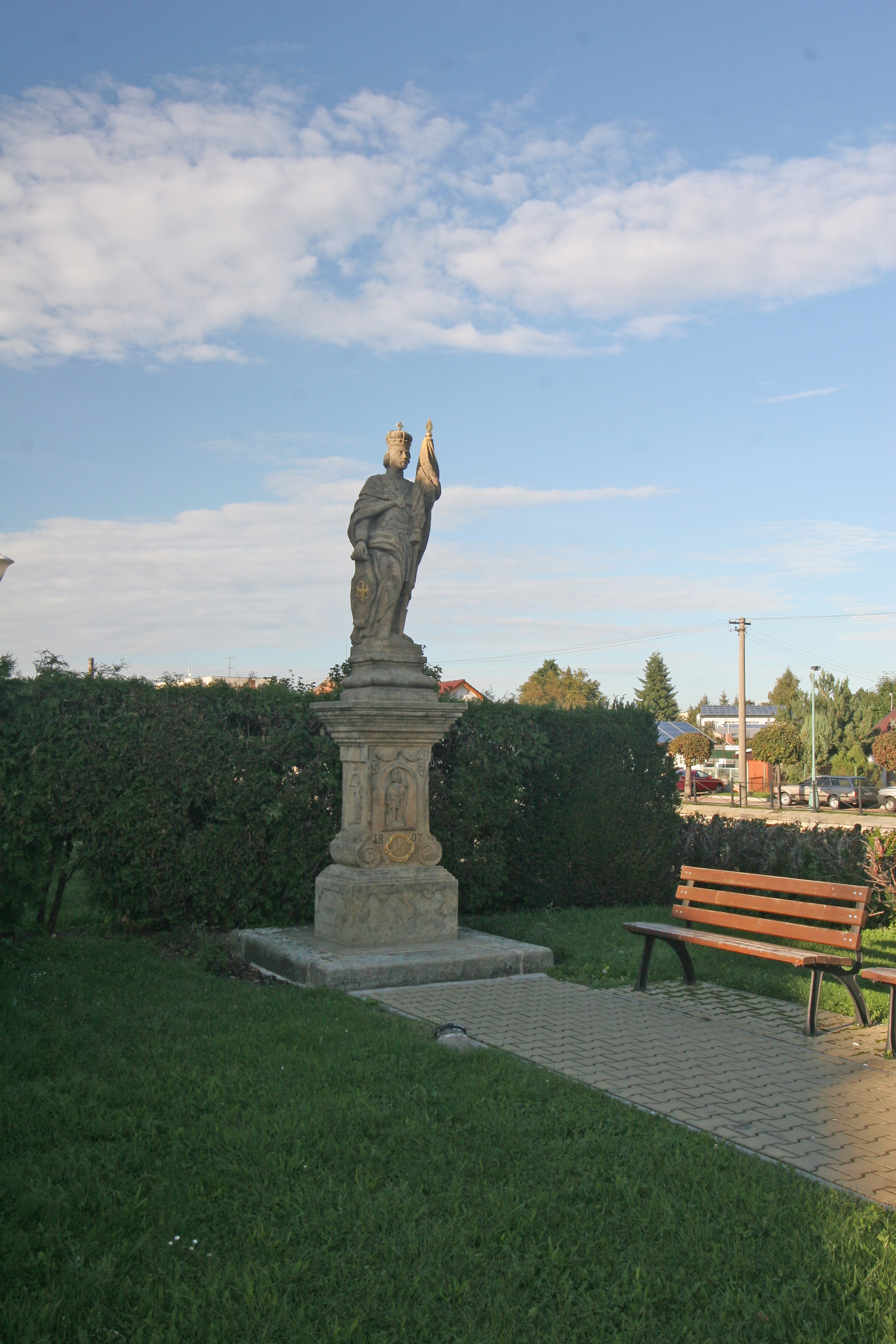
Socha sv. Václava (Chlumec nad Cidlinou)